# Boks na Wojskowych Igrzyskach Afrykańskich 2002
Wyniki zawodów bokserskich, które rozgrywane były w dniach: 15 - 17 kwietnia 2002 roku w kenijskim mieście - Nairobi. Były to pierwsze Wojskowe Igrzyska Afrykańskie w historii (boks).

## Medaliści
| Kategoria wagowa                | Złoto              | Srebro           | Brąz                           |
| Waga papierowa (-48 kg)         | Redouane Bouchtouk | Moses Bonakele   | Sula Katumba                   |
| Waga musza (-51 kg)             | Sammy Magima       | Elliot Mmila     | Benedict Seboka Rajab Mbwana   |
| Waga kogucia (-54 kg)           | David Munyasia     | Amine Hosni      | Zohou Ilenne Emilian Polino    |
| Waga piórkowa (-57 kg)          | Joshua Veikko      | Petro Mtangwa    | Stephen Miyaso                 |
| Waga lekka (-60 kg)             | Karim Matumla      | Sammy Imbaya     | Redouane Hedrouk Wendy Mwanje  |
| Waga lekkopółśrednia (-63,5 kg) | Mohamed Sassi      | Collins Bulinda  | Hicham Nafil Moses Tsoene      |
| Waga półśrednia (-67 kg)        | Ali Nuumbembe      | Abdellah Benbiar | John Thiongo Oscar Binka       |
| Waga junior średnia (-71 kg)    | Marouene Ahmed     | Moez Ferna       | Joshua Makonjio                |
| Waga średnia (-75 kg)           | Seif Jilani        | Sofiane Sebilti  | Gerald Ojuka Lawrence Mbangiwa |
| Waga półciężka (-81 kg)         | Dirang Thipe       | M.Tebao          | Babou Thiaw Sibiri Kaboré      |
| Waga ciężka (-91 kg)            | Frederick Orieyo   | Bizango Mboto    | Tony Sekabira                  |
| Waga super ciężka (+91 kg)      | Philip Ouma        | Mike Sekabembe   |                                |